# 勐腊银背藤
勐腊银背藤（学名：Argyreia monglaensis）为旋花科银背藤属的植物，是中国的特有植物。分布于中国大陆的云南等地，多生长在沟边以及路旁，目前尚未由人工引种栽培。